# Mar de Fondo Fútbol Club
El Mar de Fondo Fútbol Club es un club de fútbol uruguayo con sede en la ciudad de Montevideo, fundado el 25 de agosto de 1934. Originalmente surgido en el barrio Palermo, su gran lugar de influencia, con el paso de los años trasladó su sede hacia el barrio Unión y posteriormente a Cordón, donde se ubicó su última sede social. Actualmente el club no posee sede propia.
En 1978 Mar de Fondo dejó de jugar. Tuvieron que pasar varias décadas para que el Marde volviera a aparecer. El 20 de diciembre de 2003 su Comisión Directiva oficializó la vuelta a la actividad, bajo la denominación de Club Atlético Mar de Fondo, años después, en 2020, volvería a su nombre tradicional.
Su mayor logro deportivo fue la obtención del campeonato de la Divisional Intermedia en cuatro oportunidades (1952, 1958, 1961 y 1969), lo cual le permitió disputar nueve temporadas en la Segunda División Profesional de Uruguay (entre 1962 y 1967, de forma consecutiva). A su vez, también obtuvo la Divisional Extra en 1951.
Actualmente disputa la Primera División Amateur, tercera y penúltima categoría del fútbol uruguayo.

## Historia

### Sus inicios
El equipo surgió como Mar de Fondo Fútbol Club el 25 de agosto de 1934, como un referente deportivo del barrio Palermo. Estaba ubicado en la calle Cebollatí 1635. Su principal figura a la hora de ser creado fue Héctor Cessio. Fue Cessio el que eligió el nombre, remontándose a un temporal que azotó en Montevideo el 10 de julio de 1923. En el barrio se cayeron muchas casas, tanto por los vientos como por la inundación. Julio Rascetti, al reconstruir una de los ranchos, y mirando al horizonte marítimo, lo bautizó como Mar de Fondo.
Sus colores son blanco y negro, y su uniforme es a franjas blancas y negras, buscando representar la mixtura racial del barrio. Según el estatuto de Mar de Fondo el día de su fundación, su camiseta es "negra y blanca a franjas verticales iguales, en representación de la integración racial del barrio Palermo". El barrio Palermo era conocido por ser un barrio de negros y de blancos integrados, como se reflejaban en actividades cotidianas o en eventos culturales como su integración en las comparsas (lubolos).
Mar de Fondo se inició en la Liga Palermo (después de Central, Mar de Fondo es el siguiente club en importancia en la zona) y, tras esa experiencia amateur, incursionó en la Asociación Uruguaya de Fútbol, asociación en la que se convirtió en un equipo tradicional de las categorías de ascenso.

### Crecimiento deportivo y 9 temporadas en la B
Tuvo una rápida escalada a través de las divisionales luego de salir campeón de la Extra (1951) y de la Intermedia al año siguiente, debutando en Primera "B" (segunda categoría) en 1953.
De todas formas, su mejor momento deportivo sería una década después. Específicamente, los mejores años deportivos de la historia de El Marde fueron entre 1962 y 1967 cuando disputó consecutivamente 6 campeonatos de la "B".
Si bien luego perdería la categoría, volvería a aparecer en dicha divisional, totalizando 9 temporadas en las que Mar de Fondo pudo disputar la segunda categoría.

### Desaparición y refundación del club

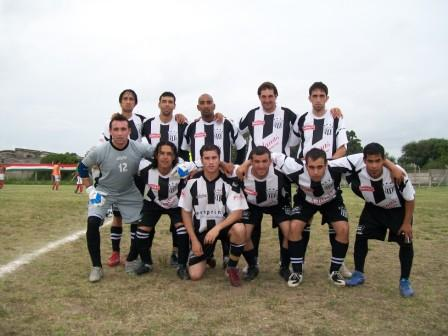
Plantel del club, a principios de los años 2000.

En 1978 Mar de Fondo dejó de jugar. La ausencia e inactividad del club perduró por varias décadas. En el año 1998 se le intentó poner fin a la desaparición, pero el intento de devolver al club a las canchas no prosperó.
A fines del año 2003 hubo un segundo intento de reactivar a la institución que dio resultado, y a los pocos meses Mar de Fondo finalmente retornó a la Asociación Uruguaya de Fútbol, esta vez refundado como Club Atlético Mar de Fondo. Su vuelta a la AUF fue en la tercera y última categoría.
El 8 de agosto de 2004, Mar de Fondo volvería a competir por un torneo de la AUF, luego de entrar a la Liga Metropolitana Amateur. En aquel partido contra Parque del Plata, el Marde se impondría con un contundente 3 a 0, con goles de Jorge Miguélez, Diego Vieira y Kevin Borrat. En ese Apertura, Mar de Fondo lograría una sorpresiva gran campaña que lo dejó en el primer lugar junto a Oriental de la Paz, por lo que debía jugarse un desempate para definir al campeón del Apertura. Se jugó el 3 de octubre, encuentro que terminó igualado en un gol para cada equipo, y que finalmente Oriental se llevaría en penales por 3-1.
No obstante, sus siguientes participaciones fueron empeorando. A medida que los años pasaron, su rendimiento deportivo era cada vez peor y siempre culminó lejos de las posiciones de ascenso.

### Segunda desaparición y retorno
El retorno a la actividad le duró poco a Mar de Fondo. El club fue desafiliado antes del inicio de la temporada 2017 de la Segunda B Nacional. Había todo un plantel preparado para poder competir, pero días antes del inicio del campeonato se cayó la participación de Mar de Fondo. El plantel y la hinchada se quedaron con las ganas de competir, y la institución debió permanecer desafiliada de la AUF una vez más, en esta oportunidad por problemas internos institucionales, tras el fallecimiento del presidente y que el club no tomaba un rumbo fijo.

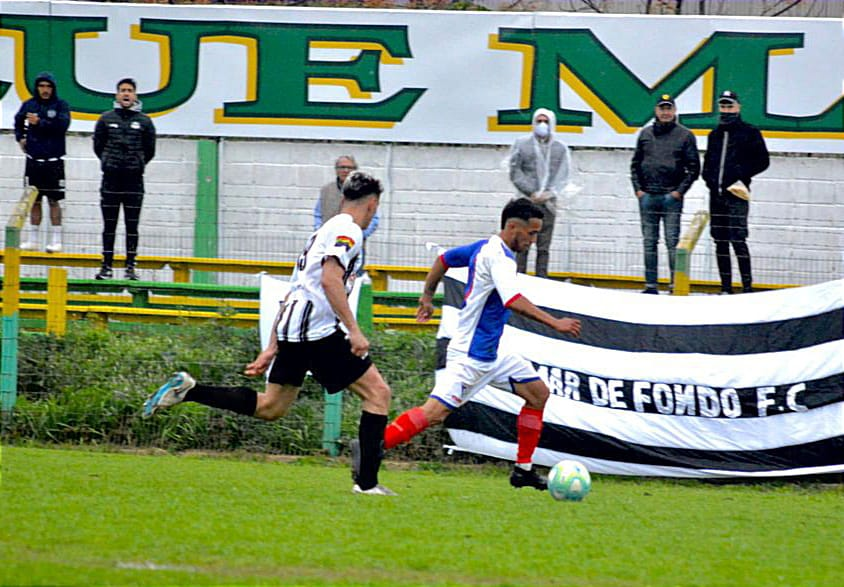
Partido frente a Huracán, en el Parque Maracaná, por la temporada 2021.

A esto último se le sumó la pérdida de su sede social, anteriormente ubicada en el barrio Cordón, la cual fue vendida. Durante 2018, varios proyectos buscaron darle actividad al club, desde la recuperación de un espacio en su antigua sede social o la obtención de una nueva sede propia, varias iniciativas o actividades sociales, hasta la preparación de un plantel que se preparara de forma no oficial mientras el club buscaba solucionar sus problemas institucionales, los cuales quedaron zanjados con una asamblea en febrero de 2019. De esta forma ya quedó establecida una directiva y a su vez ya se pudo presentar al equipo para competir en AUF en 2019.
Más allá del avance institucional, el club aún permanece sin una sede propia. De todas formas, una de sus anteriores sedes, ubicada en la calle Durazno y convertida en un museo cannábico tras pasar por varios dueños, funciona como vínculo con el club tras intercambiar patrocinio por conservar un rincón dedicado a la memoria del equipo.
Dejando de lado los proyectos sociales o la futura obtención de una sede propia dentro de Palermo, en 2020 la institución vivió un nuevo cambio, al retornar a su nombre tradicional: Mar de Fondo Fútbol Club. Los cambios siguieron en 2021, tras asociarse con una SAD para mejorar su presente deportivo.
En el 2022, el club hizo una muy buena campaña en la Copa AUF Uruguay donde alcanzaron la tercera fase tras derrotar a Huracán del Paso de la Arena y a Atenas de San Carlos.

## Símbolos

### Escudo y bandera
El escudo de Mar de Fondo es blanco, con cinco rayas verticales negras. Antiguamente el escudo contenía la frase "Mar de Fondo F. C.", que luego con la refundación se modificó a "C. A. Mar de Fondo", pero más tarde se simplificó para que simplemente apareciera "Mar de Fondo". El escudo actual retornó a la inscripción original de "Mar de Fondo F. C.".
Por su parte, la bandera está compuesta de siete rayas horizontales, cuatro blancas y tres negras. En la segunda franja negra, la cual coincide con el medio de la bandera, se coloca la frase "Mar de Fondo F. C.". Al igual que con el escudo, en las versiones previas también contenía los textos "Mar de Fondo" o "C. A. Mar de Fondo".

### Evolución del escudo de Mar de Fondo
| 1934-? | 2004-? | ?-2014 | 2015-2020 | 2020-presente |

## Uniforme

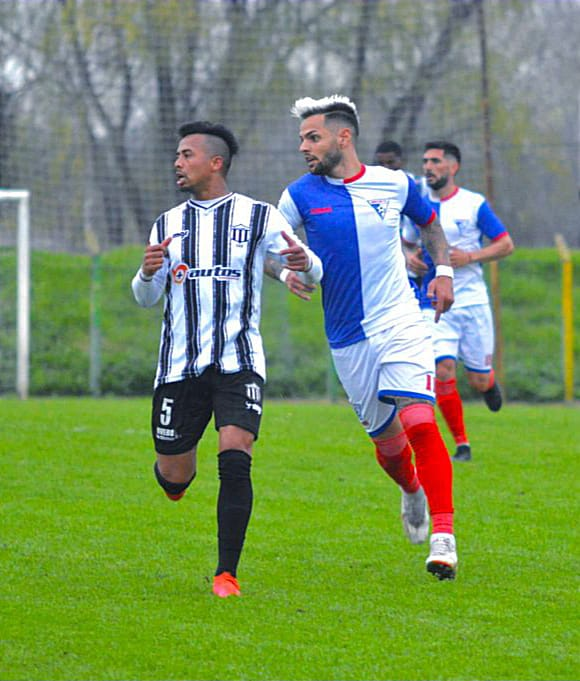
Equipación durante la temporada 2021.

### Uniforme titular
Históricamente los uniformes titulares de Mar de Fondo siempre fueron blancos y negros a rayas, salvo extrañas excepciones, en los que se llegó a usar por ejemplo detalles en rojo o incluso medias rojas. Usualmente su camiseta titular es blanca con rayas verticales negras, pantalón negro y medias negras, aunque en ocasiones utiliza short o medias blancas dependiendo de los colores del rival.
En 2019 los uniformes estuvieron confeccionados por Borac mientras que en 2020 los hizo la marca TDH Sports. Actualmente el uniforme titular es una camiseta blanca con tres franjas verticales negras. El short es completamente negro y las medias son negras con tres líneas horizontales blancas contra el puño.
| Primer uniforme | (Ver evolución) | Uniforme actual |  |

### Uniforme alternativo
En lo que respecta al uniforme alternativo, ha habido algunas diferencias a lo largo de la historia del club, aunque comúnmente la camiseta alternativa es de colores oscuros, para resaltar con la camiseta blanca titular, pero con el pantalón y medias blancas para combinar con el short y medias negras del uniforme titular.
Actualmente, su uniforme alternativo es una camiseta lisa de tono claro, con medias en mismo color y el short titular negro. Anteriormente se llegó a usar una novedosa camiseta bordó con detalles amarillos, resultado de acuerdos institucionales en vías de que el club volviera a la actividad.
| Primer uniforme | (Ver evolución) | Uniforme actual |  |

## Plantel

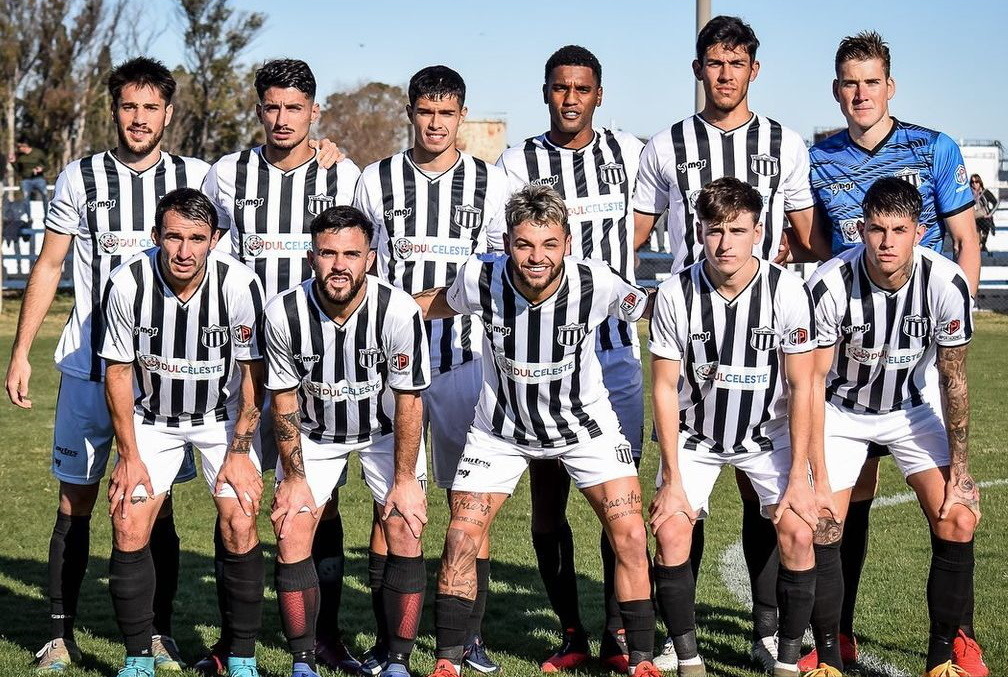
Plantel en la temporada 2022.

### Proveedores y patrocinadores
| Período       | Proveedor    |
| ------------- | ------------ |
| 2011          | Mar de Fondo |
| 2012          | Mgr Sport    |
| 2013-2015     | Starbade     |
| 2015          | Mgr Sport    |
| 2016-presente | Borac        |

| Período       | Parte delantera                              | Parte trasera            | Mangas o short |
| ------------- | -------------------------------------------- | ------------------------ | -------------- |
| 2011          | Aguskanar Confitería Banzai                  | Bandera de ?             | Bandera de ?   |
| 2013-2014     | Parrillada Solanas ACC                       | Bandera de ?             | Bandera de ?   |
| 2014-2015     | Varela Imobiliaria Avícolas del Oeste        | Bandera de ?             | Bandera de ?   |
| 2015          | Varela Imobiliaria Kser+ Pinturas Casmu 1727 | Promolar Farmacia Panamá | Sublimnk       |
| 2016-2017     | HSA Aislaciones Pur                          | Ninguno                  | Ninguno        |
| 2018-presente | Aníbal Delisa                                | Aislaciones Pur          | Ninguno        |

## Entrenadores

### Cronología de entrenadores
Cronología de los Directores Técnicos que ha tenido Mar de Fondo en su historia.
| Período | Entrenador          |
| ------- | ------------------- |
| 1951    | Hugo Bagnulo        |
| 1971    | Juan Carlos Cabral  |
| 1972    | Luis García         |
| 1974    | Pedro Ramón Cubilla |
| 2004    | José Caravallo      |
| 2008    | Richard Vázquez     |

| Período   | Entrenador         |
| --------- | ------------------ |
| 2011-2012 | Alejandro Figueroa |
| 2012-2013 | Cristian González  |
| 2014      | Rodolfo Barboza    |
| 2014      | Carlos Rodríguez   |
| 2015      | Omar Hernández     |
| 2015      | Roberto Rodríguez  |

| Período       | Entrenador        |
| ------------- | ----------------- |
| 2016-2017     | Cristian González |
| 2018          | Mathías González  |
| 2019          | Cristian González |
| 2019-presente | Andrés Matosas    |

## Autoridades

### Cronología de presidentes
Cronología de los presidentes que ha tenido Mar de Fondo en su historia.
| Período | Presidente       |
| ------- | ---------------- |
| 1934-?  | Héctor Cessio    |
| 1949    | Víctor Telesca   |
| ?       | Héctor Fernández |
| ?       | Rodolfo Narizano |

| Período   | Presidente       |
| --------- | ---------------- |
| 1958-1959 | Julio Novas      |
| 1971-1975 | Oscar Palleiro   |
| 2003-2013 | Rubén Iguini     |
| 2016      | Sergio Arrospide |

| Período       | Presidente       |
| ------------- | ---------------- |
| 2016          | Jorge Amiel      |
| 2016-2018     | Sergio Arrospide |
| 2019-presente | Walter Telechea  |

### Comisión directiva
En 2016 la salud de Rubén Iguini estaba deteriorada, por lo que él mismo había decidido dar un paso al costado y designar a Sergio Arrospide, un hombre de mucha confianza, como el representante para su cargo. Posteriormente, el 29 de diciembre de ese mismo año falleció Iguini, lo que llevó a que asumiera la presidencia quien fuere electo vicepresidente, Jorge Amiel. Sin embargo, por respeto a la voluntad del recién difunto Iguini, Amiel cedió la misma —nuevamente— a Sergio Arrospide.
El 12 de febrero de 2017 Mar de Fondo realizó un acto eleccionario de nuevas autoridades, con el fin de establecer el ejercicio de una directiva con respaldo estatutario y de sus socios. Dicha elección fue ganada por la lista única generada para dicha ocasión, la Lista 1934, la cual estaba encabezada por Sergio Arrospide. Tiempo después, y tras diferencias internas, se produjo una nueva elección, con lista única, que fue la lista 25834, quien confirmó las autoridades actuales del club.
| Cargo      | Nombre            |
| ---------- | ----------------- |
| Presidente | Walter Telechea   |
| Directvio  | Hugo Granucci     |
| Directivo  | Fernando Barenchi |
| Directivo  | Oscar Moglia      |
| Directivo  | Dardo Orlando     |

## Palmarés

### Torneos nacionales
| Competición           | Títulos | Años                   |
| --------------------- | ------- | ---------------------- |
| Divisional Intermedia | 4       | 1952, 1958, 1961, 1969 |
| Divisional Extra "A"  | 1       | 1951                   |
| Divisional Extra "B"  | 1       | 1950                   |